# Minnesota Lynx
Minnesota Lynx – zawodowy zespół koszykarski, z siedzibą w Minneapolis stanu Minnesota. Drużyna jest członkiem zachodniej konferencji ligi WNBA. Klub powstał w 1999 roku.

## Wyniki sezon po sezonie
| Sezon           | Zespół          | Konferencja     | Konferencja     | Sezon regularny | Sezon regularny | Sezon regularny | Rezultaty Play-off | Trener                               |
| Sezon           | Zespół          | Konferencja     | Konferencja     | W               | P               | %               | Rezultaty Play-off | Trener                               |
| Minnesota Lynx  | Minnesota Lynx  | Minnesota Lynx  | Minnesota Lynx  | Minnesota Lynx  | Minnesota Lynx  | Minnesota Lynx  | Minnesota Lynx | Minnesota Lynx                       |
| --------------- | --------------- | --------------- | --------------- | --------------- | --------------- | --------------- | --- | ------------------------------------ |
| 1999            | 1999            | Zachodnia       | 5               | 15              | 17              | 46,9            | brak kwalifikacji | Brian Agler                          |
| 2000            | 2000            | Zachodnia       | 6               | 15              | 17              | 46,9            | brak kwalifikacji | Brian Agler                          |
| 2001            | 2001            | Zachodnia       | 6               | 12              | 20              | 37,5            | brak kwalifikacji | Brian Agler                          |
| 2002            | 2002            | Zachodnia       | 8               | 10              | 22              | 31,3            | brak kwalifikacji | B. Agler (6–13) H. VanDerveer (4–9)  |
| 2003            | 2003            | Zachodnia       | 4               | 18              | 16              | 52,9            | Przegrana w półfinale konferencji (Los Angeles, 1–2)                                                                                  | Suzie McConnell-Serio                |
| 2004            | 2004            | Zachodnia       | 3               | 18              | 16              | 52,9            | Przegrana w półfinale konferencji (Seattle, 0–2)                                                                                      | Suzie McConnell-Serio                |
| 2005            | 2005            | Zachodnia       | 6               | 14              | 20              | 41,2            | brak kwalifikacji | Suzie McConnell-Serio                |
| 2006            | 2006            | Zachodnia       | 7               | 10              | 24              | 29,4            | brak kwalifikacji | S. Mc.-Serio (8–15) C. Jenkins (2–9) |
| 2007            | 2007            | Zachodnia       | 6               | 10              | 24              | 29,4            | brak kwalifikacji | Don Zierden                          |
| 2008            | 2008            | Zachodnia       | 6               | 16              | 18              | 47,1            | brak kwalifikacji | Don Zierden                          |
| 2009            | 2009            | Zachodnia       | 5               | 14              | 20              | 41,2            | brak kwalifikacji | Jennifer Gillom                      |
| 2010            | 2010            | Zachodnia       | 5               | 13              | 21              | 38,2            | brak kwalifikacji | Cheryl Reeve                         |
| 2011            | 2011            | Zachodnia       | 1               | 27              | 7               | 79,4            | Wygrana w półfinale konferencji (San Antonio, 2–1) Wygrana w finale konferencji (Phoenix, 2–0) Wygrana w finale WNBA (Atlanta, 3–0)   | Cheryl Reeve                         |
| 2012            | 2012            | Zachodnia       | 1               | 27              | 7               | 79,4            | Wygrana w półfinale konferencji (Seattle, 2–1) Wygrana w finale konferencji (Los Angeles, 2–0) Przegrana w finale WNBA (Indiana, 1–3) | Cheryl Reeve                         |
| 2013            | 2013            | Zachodnia       | 1               | 26              | 8               | 75,8            | Wygrana w półfinale konferencji (Seattle, 2–0) Wygrana w finale konferencji (Phoenix, 2–0) Wygrana w finale WNBA (Atlanta, 3–0)       | Cheryl Reeve                         |
| 2014            | 2014            | Zachodnia       | 2               | 25              | 9               | 73,5            | Wygrana w półfinale konferencji (San Antonio, 2–0) Przegrana w finale konferencji (Phoenix, 1–2)                                      | Cheryl Reeve                         |
| 2015            | 2015            | Zachodnia       | 1               | 22              | 12              | 64,7            | Wygrana w półfinale konferencji (Los Angeles, 2–1) Wygrana w finale konferencji (Phoenix, 2–0) Wygrana w finale WNBA (Indiana, 3–2)   | Cheryl Reeve                         |
| 2016            | 2016            | Zachodnia       | 1               | 28              | 6               | 82,4            | Wygrana w półfinale WNBA (Phoenix, 3–0) Finał WNBA (Los Angeles, 0–0)                                                                 | Cheryl Reeve                         |
| Sezon regularny | Sezon regularny | Sezon regularny | Sezon regularny | 320             | 284             | 53              | 4 mistrzostwa konferencji | 4 mistrzostwa konferencji            |
| Playoffs        | Playoffs        | Playoffs        | Playoffs        | 33              | 14              | 70,2            | 3 mistrzostwa WNBA | 3 mistrzostwa WNBA                   |

## Statystyki
| Sezon | Indywidualne       | Indywidualne        | Indywidualne      | Zespół vs przeciwnik | Zespół vs przeciwnik | Zespół vs przeciwnik |
| Sezon | Śr. punktów        | Śr. zbiórek         | Śr. asyst         | Śr. punktów          | Śr. zbiórek          | % z gry              |
| ----- | ------------------ | ------------------- | ----------------- | -------------------- | -------------------- | -------------------- |
| 1999  | B. Reed (16,4)     | B. Reed (6)         | S. Tate (31)      | 63,6 vs 66           | 28,3 vs 32,1         | 38,9 vs 42,5         |
| 2000  | K. Smith (20,2)    | B. Lennox (5,6)     | K. Smith (2,8)    | 68,5 vs 68,4         | 27,2 vs 30,5         | 42,1 vs 42,9         |
| 2001  | K. Smith (23,1)    | S. Abrosimova (6,7) | K. Paye (3)       | 64,9 vs 67,4         | 31,3 vs 31,8         | 37,1 vs 39           |
| 2002  | K. Smith (16,5)    | T. Williams (7,4)   | T. Moore (3)      | 62,6 vs 65,8         | 30 vs 28,6           | 41 vs 41,3           |
| 2003  | K. Smith (18,2)    | T. Williams (6,1)   | T. Edwards (4,4)  | 70 vs 69,7           | 31,7 vs 29,1         | 44,2 vs 42,5         |
| 2004  | K. Smith (18,8)    | T. Williams (6)     | H. Darling (3,5)  | 63,7 vs 64,4         | 31,1 vs 30,5         | 40,4 vs 40,8         |
| 2005  | N. Ohlde (11,2)    | N. Ohlde (5,7)      | K. Harrower (2,8) | 65 vs 67,3           | 30,1 vs 31           | 41,2 vs 42,7         |
| 2006  | S. Augustus (21,9) | T. Williams (5,6)   | A. Jacobs (3,4)   | 74,2 vs 80,4         | 33,6 vs 35,4         | 42,7 vs 43,4         |
| 2007  | S. Augustus (22,6) | N. Ohlde (6,1)      | N. Quinn (4,4)    | 77,5 vs 80,9         | 34,8 vs 32,9         | 41,2 vs 45           |
| 2008  | S. Augustus (19,1) | N. Anosike (6,8)    | L. Harding (3,2)  | 81,4 vs 80           | 33,7 vs 35,6         | 43 vs 43,9           |
| 2009  | N. Anosike (13,2)  | N. Anosike (7,4)    | N. Anosike (2,7)  | 80,3 vs 83,1         | 32 vs 34,3           | 42 vs 46,1           |
| 2010  | S. Augustus (16,9) | R. Brunson (10,3)   | L. Whalen (5,6)   | 78,7 vs 82,1         | 35,2 vs 34,9         | 39,7 vs 44,6         |
| 2011  | S. Augustus (16,2) | R. Brunson (8,9)    | L. Whalen (5,9)   | 81,5 vs 73,6         | 36,5 vs 30,1         | 46,1 vs 41,3         |
| 2012  | S. Augustus (16,6) | R. Brunson (8,9)    | L. Whalen (5,4)   | 86 vs 76,2           | 37,8 vs 30,9         | 47,3 vs 40,7         |
| 2013  | M. Moore (18,5)    | R. Brunson (8,9)    | L. Whalen (5,8)   | 82,9 vs 73,5         | 36,9 vs 32,2         | 47,4 vs 40,5         |
| 2014  | M. Moore (23,9)    | R. Brunson (8,2)    | L. Whalen (5,5)   | 81,6 vs 77,2         | 35,2 vs 32,6         | 46,7 vs 42,3         |
| 2015  | M. Moore (20,6)    | S. Fowles (8,3)     | L. Whalen (4,2)   | 75,5 vs 71,7         | 35,3 vs 33,1         | 44,1 vs 41,4         |

## Olimpijki
- 2000: Katie Smith
- 2004: Katie Smith
- 2008: Seimone Augustus
- 2012: Seimone Augustus, Maya Moore, Lindsay Whalen
- 2016: Seimone Augustus, Maya Moore, Lindsay Whalen, Sylvia Fowles

## Uczestniczki spotkań gwiazd WNBA
- 1999: Tonya Edwards
- 2000: Betty Lennox, Katie Smith
- 2001: Katie Smith
- 2002: Katie Smith
- 2003: Katie Smith
- 2004: Katie Smith
- 2005: Katie Smith
- 2006: Seimone Augustus
- 2007: Seimone Augustus
- 2009: Nicky Anosike, Charde Houston
- 2010: Rebekkah Brunson, Lindsay Whalen
- 2011: Seimone Augustus, Rebekkah Brunson, Maya Moore, Lindsay Whalen
- 2013: Seimone Augustus, Rebekkah Brunson, Maya Moore, Lindsay Whalen
- 2014: Seimone Augustus, Maya Moore, Lindsay Whalen
- 2015: Seimone Augustus, Maya Moore, Lindsay Whalen

## Nagrody i wyróżnienia
- 2000 Debiutantka Roku: Betty Lennox
- 2000 II skład WNBA: Katie Smith
- 2000 II skład WNBA: Betty Lennox
- 2001 I skład WNBA: Katie Smith
- 2002 II skład WNBA: Katie Smith
- 2003 I skład WNBA: Katie Smith
- 2004 Trenerka Roku: Suzie McConnell Serio
- 2004 Kim Perrot Sportsmanship Award: Teresa Edwards
- 2006 Debiutantka Roku: Seimone Augustus
- 2006 II skład WNBA: Seimone Augustus
- 2006 I skład debiutantek WNBA: Seimone Augustus
- 2007 II skład WNBA: Seimone Augustus
- 2008 Rezerwowa Sezonu: Candice Wiggins
- 2008 I skład debiutantek WNBA: Nicky Anosike
- 2008 I skład debiutantek WNBA: Candice Wiggins
- 2009 I skład defensywny WNBA: Nicky Anosike
- 2009 I skład debiutantek WNBA: Renee Montgomery
- 2010 II skład defensywny WNBA: Rebekkah Brunson
- 2010 I skład debiutantek WNBA: Monica Wright
- 2011 Mistrzostwo WNBA
- 2011 Mistrzostwo Konferencji Zachodniej
- 2011 MVP finałów WNBA: Seimone Augustus
- 2011 Debiutantka Roku: Maya Moore
- 2011 Trenerka Roku: Cheryl Reeve
- 2011 I skład WNBA: Lindsay Whalen
- 2011 II skład WNBA: Seimone Augustus
- 2011 Liderka ligi w asystach: Lindsay Whalen
- 2011 I skład defensywny WNBA: Rebekkah Brunson
- 2011 I skład debiutantek WNBA: Maya Moore
- 2012 Mistrzostwo Konferencji Zachodniej
- 2012 Liderka WNBA w asystach: Lindsay Whalen
- 2012 I skład WNBA: Seimone Augustus
- 2012 II skład WNBA: Lindsay Whalen
- 2012 II skład WNBA: Maya Moore
- 2013 Mistrzostwo WNBA
- 2013 Mistrzostwo Konferencji Zachodniej
- 2013 MVP finałów WNBA: Maya Moore
- 2013 I skład WNBA: Maya Moore
- 2013 I skład WNBA: Lindsay Whalen
- 2013 II skład WNBA: Seimone Augustus
- 2013 II skład defensywny WNBA: Rebekkah Brunson
- 2014 MVP WNBA: Maya Moore
- 2014 Liderka strzelczyń WNBA: Maya Moore
- 2014 I skład WNBA: Maya Moore
- 2014 II skład WNBA: Seimone Augustus
- 2014 II skład WNBA: Lindsay Whalen
- 2014 II skład defensywny WNBA: Maya Moore
- 2015 Mistrzostwo WNBA
- 2015 Mistrzostwo Konferencji Zachodniej
- 2015 MVP finałów WNBA: Sylvia Fowles
- 2015 I skład WNBA: Maya Moore
- 2016 Defensywna Zawodniczka Roku: Sylvia Fowles
- 2016 Trenerka Roku: Cheryl Reeve
- 2016 I skład defensywny WNBA: Sylvia Fowles

## Wybory draftu
- 1999 Expansion Draft: Brandy Reed (1), Kim Williams (3), Octavia Blue (5), Adia Barnes (7)
- 1999: Tonya Edwards (7), Trisha Fallon (19), Andrea Lloyd (31), Sonja Tate (43), Angie Potthoff (49)
- 2000: Grace Daley (5), Betty Lennox (6), Maylana Martin (10), Marla Brumfield (22), Keitha Dickerson (24), Phylesha Whaley (38), Jana Lichnerova (54), Shanele Stires (56)
- 2001: Svetlana Abrosimova (7), Erin Buescher (23), Tombi Bell (39), Megan Taylor (55)
- 2002: Tamika Williams (6), Lindsey Meder (38), Shárron Francis (54)
- 2003 Miami/Portland Dispersal Draft: Sheri Sam (2)
- 2003: Teresa Edwards (14), Carla Bennett (29)
- 2004 Cleveland Dispersal Draft: Helen Darling (7)
- 2004: Nicole Ohlde (6), Vanessa Hayden (7), Tasha Butts (20), Amber Jacobs (33)
- 2005: Kristen Mann (11), Jacqueline Batteast (17), Monique Bivins (37)
- 2006: Seimone Augustus (1), Shona Thorburn (7), Megan Duffy (31)
- 2007 Charlotte Dispersal Draft: Tangela Smith (2)
- 2007: Noelle Quinn (4), Eshaya Murphy (15), Brooke Smith (23), Kathrin Ress (24)
- 2008: Candice Wiggins (3), Nicky Anosike (16), Charde Houston (30)
- 2009 Houston Dispersal Draft: Roneeka Hodges (4)
- 2009: Renee Montgomery (4), Quanitra Hollingsworth (9), Rashanda McCants (15), Emily Fox (30)
- 2010 Sacramento Dispersal Draft: Rebekkah Brunson (2)
- 2010: Monica Wright (2), Kelsey Griffin (3), Gabriela Marginean (26)
- 2011: Maya Moore (1), Amber Harris (4), Jessica Breland (13), Kachine Alexander (26)
- 2012: Devereaux Peters (3), Damiris Dantas (12), Julie Wojta (18), Kayla Standish (19), Nika Baric (20), Jacki Gemelos (31)
- 2013: Lindsey Moore (12), Sugar Rodgers (14), Chucky Jeffery (24), Waltiea Rolle (36)
- 2014: Tricia Liston (12), Asya Bussie (15), Christina Foggie (24), Asia Taylor (36)
- 2015: Reshanda Gray (16), Shae Kelley (35)
- 2016: Jazmon Gwathmey (14), Bashaara Graves (22), Temi Fagbenle (35)

## Sztab trenerski i zarządzający

### Trenerzy
| Trener                | Początek          | Koniec           | Sezony | Sezon regularny | Sezon regularny | Sezon regularny | Sezon regularny | Play-off | Play-off | Play-off | Play-off |
| Trener                | Początek          | Koniec           | Sezony | W               | P               | %               | Gry             | W        | P        | %        | Gry      |
| --------------------- | ----------------- | ---------------- | ------ | --------------- | --------------- | --------------- | --------------- | -------- | -------- | -------- | -------- |
| Brian Agler           | 17 listopada 1998 | 16 lipca 2002    | 4      | 48              | 67              | 41,7            | 115             | 0        | 0        | 0        | 0        |
| Heidi VanDerveer      | 16 lipca 2002     | koniec 2002      | 1      | 4               | 9               | 30,8            | 13              | 0        | 0        | 0        | 0        |
| Suzie McConnell Serio | 21 stycznia 2003  | 23 lipca 2006    | 4      | 58              | 67              | 46,4            | 125             | 1        | 4        | 20       | 5        |
| Carolyn Jenkins       | 23 lipca 2006     | koniec 2006 roku | 1      | 2               | 9               | 18,2            | 11              | 0        | 0        | 0        | 0        |
| Don Zierden           | 23 grudnia 2006   | 3 czerwca 2009   | 2      | 26              | 42              | 38,2            | 68              | 0        | 0        | 0        | 0        |
| Jennifer Gillom       | 3 czerwca 2009    | koniec 2009 roku | 1      | 14              | 20              | 41,2            | 34              | 0        | 0        | 0        | 0        |
| Cheryl Reeve          | 8 grudnia 2009    | obecnie          | 7      | 168             | 70              | 70,6            | 238             | 32       | 10       | 76,2     | 42       |

### Właściciele
- Glen Taylor, słaściciel Minnesota Timberwolves (od 1999)

### Generalni menadżerowie
- Brian Agler (1999–2002)
- Roger Griffith (od 2003)

### Asystenci trenerów
- Heidi VanDerveer (1999–2001)
- Kelly Kramer (1999–2002)
- Nancy Darsch (2003–2005)
- Carolyn Jenkins (2003–2005, 2007)
- Jim Lewis (2006)
- Susan Yow (2006)
- Teresa Edwards (2007)
- Ed Prohofsky (2007–2008)
- Jennifer Gillom (2008)
- Julie Plank (2008)
- Jim Davis (2009)
- Jim Petersen (od 2009)
- Shelley Patterson (od 2010)